# Velòdrom Francesc Alomar
El Velòdrom Francesc Alomar és una instal·lació dedicada al ciclisme en pista a l'aire lliure de Sineu (Mallorca, Illes Balears, Espanya), construïda l'any 1952. És coneguda també com a Voltadora de Sineu o de Son Magí.
El Francesc Alomar és tècnicament una voltadora, és a dir, un tipus de pista ciclista més senzill en què el peralt de les corbes no superen els 20 o 25 graus d'inclinació (els velòdroms convencionals poden arribar als 40-45 graus) i que permet el seu ús per a bicicletes de carretera (amb frens, canvi de marxa, etc.) a més de les de competició.

## Història
Va ser construït en els terrenys agrícoles de Son Magí als afores de la població, d'aquí el seu nom popular. Les primeres proves es varen celebrar el 6 de juliol de 1952, en commemoració del primer aniversari de la fundació del Club Ciclista Sineu, impulsor de la instal·lació. La pista acolliria proves amb regularitat fins 1960, en què va cessar la seva activitat.
A principis dels anys 70 va passar a ser administrat pel Club Ciclista Sineuer i la Federació Balear de Ciclisme va abordar la seva reforma. Va ser reinaugurat oficialment el 15 d'agost del 1972 amb la disputa de dos campionats de Balears de velocitat i persecució per equips. Llavors la pista va viure una etapa tan esplendorosa com breu, ja que es varen celebrar dos campionats d'Espanya entre 1972 i 1973, però després d'aquestes proves va tornar a caure en desús.
A partir de 1995 va tornar a acollir proves amb regularitat en totes les categories i es va mantenir actiu fins a l'actualitat. El 2015 el consistori municipal va decidir rebatejar la pista amb el nom del famós ciclista local Francesc Alomar Florit amb motiu del 60è aniversari de la seva tràgica mort.

## Esdeveniments

### Competicions estatals
- Campionat d'Espanya de persecució per equips: 1972.[1]
- Campionat d'Espanya de fons (aficionats): 1973.

### Competicions regionals
- Campionat de Balears de velocitat (aficionats): 1972.
- Campionat de Balears de persecució per equips: 1972.